# Beleg van Bommenede

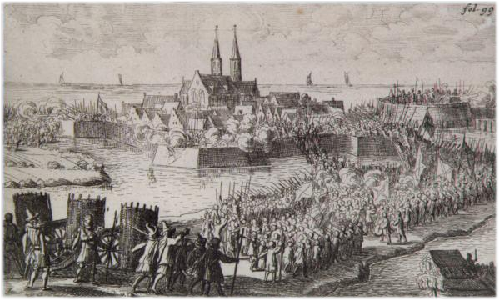
De bestorming van Bommenede.

Het Beleg van Bommenede was de belegering van het tot Holland behorende Bommenede door de in Spaanse dienst staande stadhouder Mondragón in oktober 1575, tijdens de Tachtigjarige Oorlog. Het beleg duurde tot 25 oktober, waarna Bommenede werd ingenomen door de koningsgezinden, die hierna met het Beleg van Zierikzee begonnen.

## Bestormingen
Na drie dagen van bresschieten wilden de belegerden onderhandelen over een overgave toen zij inzagen dat de plaats niet langer te verdedigen was. Maar de Spaanse belegeraars riepen terug dat de enige manier van overgave "ongewapend van de wallen springen" was, onder het roepen van allerlei beledigingen. Desalniettemin volgden onderhandelingen tot overgave om een gunstige voorwaarde te bedingen tussen Mondragon en d'Avila. Tijdens die onderhandelingen probeerde een Spaanse soldaat op eigen houtje via een zwakke plek in de wal de plaats binnen te dringen. Gouverneur van Bommenede De Neufville verloor hierdoor het vertrouwen en brak onmiddellijk de onderhandelingen af, en bereidde de inwoners voor dat er tot de laatste man zou worden gestreden.
De volgende dag bestormden de koningsgezinden met 800 man de wallen, waarna gedurende twee uren felle man-tegen-mangevechten volgden. De bezetting in Bommenede vocht zo verbeten dat de Spaansen onder zware verliezen van enkele honderden genoodzaakt waren zich weer terug te trekken. Na enkele dagen werd een tweede bestorming ondernomen die vijf uren duurde. De geslagen bres was inmiddels haastig door de burgers gerepareerd, maar bleek de tweede bestorming niet aan te kunnen. Na de inname door de koningsgezinden werd alles en iedereen binnen de wallen doodgeslagen. Slechts 15 inwoners hebben de inname overleefd.

## Nasleep
De inname van Bommenede heeft drie weken in beslag genomen. Voor een belegering en inname van een plaats is dat relatief gezien niet veel tijd, maar achteraf bleken deze drie weken een onherstelbaar verlies van tijd voor de koningsgezinden. De drie weken van bloedige strijd in Bommenede waren voor de inwoners van Zierikzee van onschatbaar belang om hun vestingwerken te versterken voor het beleg waarmee zij werden bedreigd.